# Saint-Sauveur-de-Landemont
Saint-Sauveur-de-Landemont és un municipi francès situat al departament de Maine i Loira i a la regió de País del Loira. L'any 2007 tenia 828 habitants.

## Demografia

### Població
El 2007 la població de fet de Saint-Sauveur-de-Landemont era de 828 persones. Hi havia 312 famílies de les quals 76 eren unipersonals (24 homes vivint sols i 52 dones vivint soles), 84 parelles sense fills, 140 parelles amb fills i 12 famílies monoparentals amb fills.
La població ha evolucionat segons el següent gràfic:
Habitants censats

### Habitatges
El 2007 hi havia 338 habitatges, 310 eren l'habitatge principal de la família, 10 eren segones residències i 18 estaven desocupats. 335 eren cases i 1 era un apartament. Dels 310 habitatges principals, 250 estaven ocupats pels seus propietaris, 56 estaven llogats i ocupats pels llogaters i 4 estaven cedits a títol gratuït; 2 tenien una cambra, 14 en tenien dues, 36 en tenien tres, 78 en tenien quatre i 180 en tenien cinc o més. 257 habitatges disposaven pel capbaix d'una plaça de pàrquing. A 113 habitatges hi havia un automòbil i a 171 n'hi havia dos o més.

### Piràmide de població
La piràmide de població per edats i sexe el 2009 era:
| Homes | Edats   | Dones |
| ----- | ------- | ----- |
| 0     | 95 o +  | 4     |
| 0     | 90 a 94 | 0     |
| 4     | 85 a 89 | 4     |
| 8     | 80 a 84 | 4     |
| 20    | 75 a 79 | 28    |
| 16    | 70 a 74 | 12    |
| 8     | 65 a 69 | 16    |
| 8     | 60 a 64 | 8     |
| 12    | 55 a 59 | 16    |
| 20    | 50 a 54 | 20    |
| 24    | 45 a 49 | 16    |
| 24    | 40 a 44 | 20    |
| 16    | 35 a 39 | 20    |
| 40    | 30 a 34 | 36    |
| 32    | 25 a 29 | 12    |
| 12    | 20 a 24 | 16    |
| 24    | 15 a 19 | 24    |
| 4     | 10 a 14 | 24    |
| 16    | 5 a 9   | 40    |
| 44    | 0 a 4   | 24    |

## Economia
El 2007 la població en edat de treballar era de 495 persones, 401 eren actives i 94 eren inactives. De les 401 persones actives 382 estaven ocupades (213 homes i 169 dones) i 19 estaven aturades (8 homes i 11 dones). De les 94 persones inactives 44 estaven jubilades, 23 estaven estudiant i 27 estaven classificades com a «altres inactius».

### Ingressos
El 2009 a Saint-Sauveur-de-Landemont hi havia 325 unitats fiscals que integraven 875 persones, la mediana anual d'ingressos fiscals per persona era de 15.515 €.

### Activitats econòmiques
Dels 21 establiments que hi havia el 2007, 8 eren d'empreses de construcció, 3 d'empreses de comerç i reparació d'automòbils, 2 d'empreses d'hostatgeria i restauració, 2 d'empreses immobiliàries, 3 d'empreses de serveis, 1 d'una entitat de l'administració pública i 2 d'empreses classificades com a «altres activitats de serveis».
Dels 10 establiments de servei als particulars que hi havia el 2009, 5 eren guixaires pintors, 1 fusteria, 1 electricista, 1 perruqueria, 1 restaurant i 1 agència immobiliària.
L'únic establiment comercial que hi havia el 2009 era una botiga de menys de 120 m².
L'any 2000 a Saint-Sauveur-de-Landemont hi havia 31 explotacions agrícoles que ocupaven un total de 1.064 hectàrees.

## Equipaments sanitaris i escolars
El 2009 hi havia una escola elemental.

## Poblacions més properes
El següent diagrama mostra les poblacions més properes.